# Scrophularia villosa
Scrophularia villosa är en flenörtsväxtart som beskrevs av Francis Whittier Pennell, Charles Frederick Millspaugh och Nuttall. Scrophularia villosa ingår i släktet flenörter, och familjen flenörtsväxter. Inga underarter finns listade i Catalogue of Life.